# Малый Камаган
Малый Камаган — деревня в Белозерском районе Курганской области. Входит в состав Пьянковского сельсовета.

## История
До 1917 года входила в состав Салтосарайской волости Курганского уезда Тобольской губернии. По данным на 1926 год состояла из 103 хозяйств. В административном отношении входила в состав Пьянковского сельсовета Чашинского района Курганского округа Уральской области.

## Население
| 1912 | 1926 | 1989 | 2002 | 2010 |
| ---- | ---- | ---- | ---- | ---- |
| 483  | ↗527 | ↘249 | ↘172 | ↘85  |

По данным переписи 1926 года в деревне проживало 527 человек (249 мужчина и 278 женщин), в том числе: русские составляли 100 % населения.